# Yella (película)
Yella es el título de una película alemana del director Christian Petzold y estrenada en el año 2007. Es la última de la trilogía de suspense de este director. Las otras dos películas de la misma son La segudidad interior (Die innere Sicherheit) y Los espíritus (Gespenster). El estreno de Yella en la Berlinale del año 2007 fue un completo éxito de público. La cinta es un remake de la película estadounidense de 1962 titulada Carnival of Souls.

## Argumento
Yella es una mujer todavía joven que está en un doloroso proceso de separación de su marido, que no asume. Para facilitar este proceso, Yella ha encontrado un trabajo en Hannover, a dos horas de distancia de su localidad. Finalmente acepta el trabajo d  Hannover y  cuando está a punto de trasladarse, se presenta ante ella su marido con la aparentemente amable intención de llevarla a la estación de tren y despedirse de ella. Aunque desconfiada, ella acepta la invitación, pero finalmente Ben se dirige en coche por otro trayecto y al llegar a un puente precipita el vehículo al río. Afortunadamente Yella sale ilesa del accidente, aunque también se salva su marido. No obstante, y tras haber salido ambos del vehículo y quedarse inconscientes en la rivera del río, Yella se despierta antes y huye, e incluso logra tomar en el último instante su tren a Hannover. 
Una vez allí descubre que su trabajo no existe, ya que su contratante mismo ha sido despedido. Encontrándose en estado depresivo conoce en el hotel a Philip, un hombre de negocios exitoso y de pocos escrúpulos con la que comienza una colaboración como ayudante y del que termina enamorándose. La película prosigue con escenas de tensión de diferente grado y la aparición en escena de Ben nuevamente, con un final bastante inesperado que es mejor no revelar sino disfrutar viendo la proyección de esta cinta.